# Rzeczpospolita Babińska

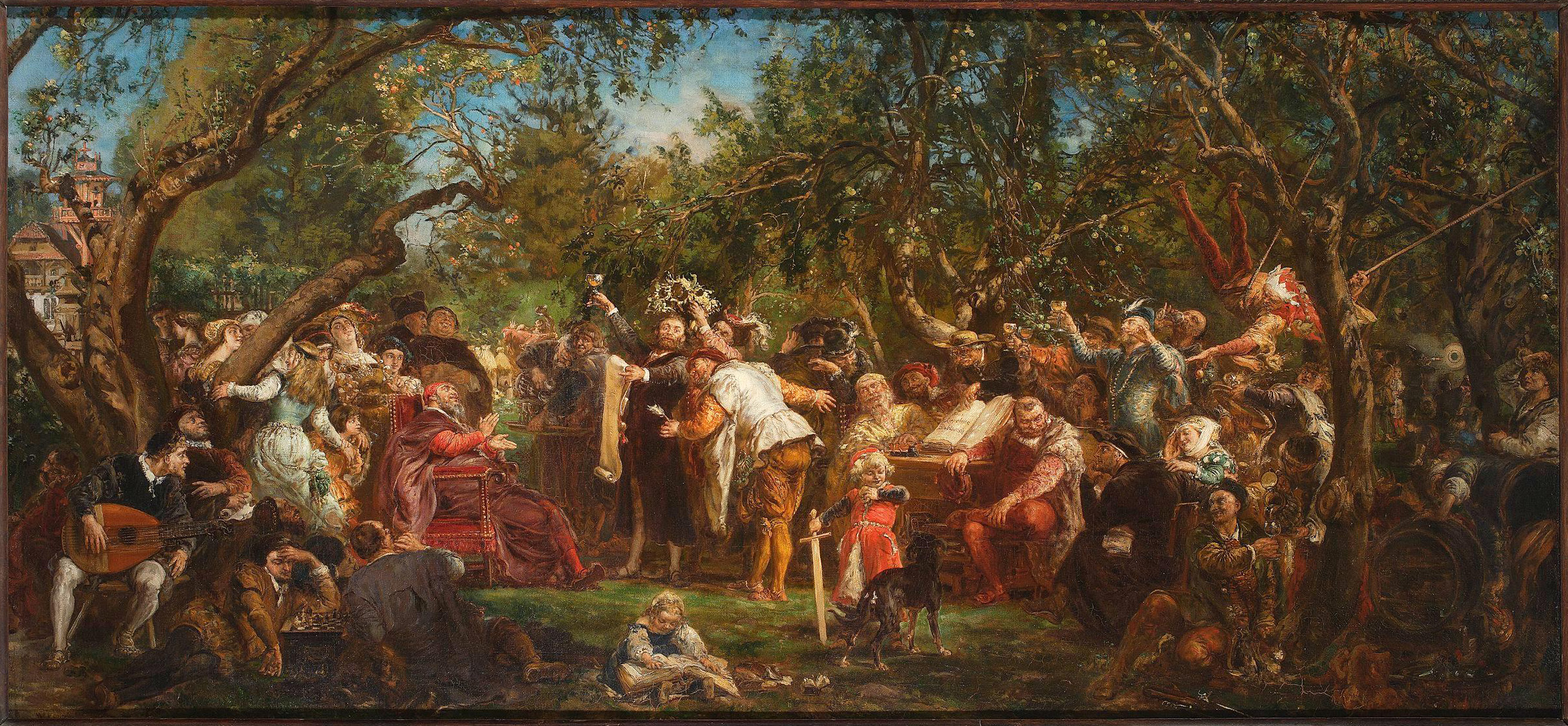
Jan Matejko Rzeczpospolita Babińska, 1881, Muzeum Narodowe w Warszawie, na obrazie Stanisław Pszonka w koronie ze słoneczników, arcybiskup gnieźnieński Mikołaj Dzierzgowski siedzi w fotelu, poeta i sekretarz królewski Andrzej Trzecieski z piórem w ręku obok Pszonki, wojewoda lubelski Piotr Firlej siedzi przy stoliku, Andrzej Frycz Modrzewski siedzi obok Firleja, Piotr Kaszowski w słomianym kapeluszu, Mikołaj Rej wsparty o stolik, ksiądz i pisarz Stanisław Orzechowski rozmawia z Rejem, jego żona Magdalena Chełmska huśta się obok, lutnista królewski Valentin Bakfark i lekarz-filozof Sebastian Petrycy siedzą na lewo pod drzewem, Jan Kochanowski z kronikarzem Marcinem Bielskim grają w szachy, heraldyk Bartosz Paprocki siedzi roześmiany za grającymi w szachy, ze wzniesionymi kielichami stoją magnaci: Jan Łaski, Mikołaj Oleśnicki i stolnik sandomierski Stanisław Lupa Podlodowski

Rzeczpospolita Babińska – szlachecka grupa towarzysko-literacka, nawiązująca do europejskiej tradycji zabaw karnawałowych, zajmująca się żartobliwą twórczością literacką, działająca od drugiej połowy XVI wieku w posiadłości rodziny Pszonków w Babinie. Grupa powstała z inicjatywy Stanisława Pszonki i Piotra Kaszowskiego. Rzeczpospolita Babińska stanowiła państwo karykaturalne – urzędy nadawano w niej za opowiedzenie jak najśmieszniejszej i kłamliwej anegdoty na dany temat, zgodnie z przyjętą maksymą: omnis homo mendax (łac. każdy człowiek jest kłamcą).  W ten sposób autor zabawnej kłamliwej opowieści o polowaniu zostawał pasowany na myśliwego, pomysłodawca śmiesznego przepisu kulinarnego na kucharza, a ten, kto w sposób ciekawy i żartobliwy opowiadał o sztuce medycznej – na lekarza. W ten sposób można było również uzyskać godność rycerza lub hetmana (za kłamstwa dotyczące własnej odwagi), senatora lub biskupa i wiele innych. Od 1610 roku anegdoty opowiadane w Babinie i nadawane gościom urzędy notowano, wraz z datami, w spisie Dla pamięci urzędników babińskich regestr. Prowadzony był on przez ród Pszonków, najpierw przez Jakuba Pszonkę, potem przez jego zięcia Wacława Zamoyskiego, a na końcu przez Adama Pszonkę. Śmierć tego ostatniego w 1677 roku kończy prowadzenie rejestru. W sumie dokument zawiera 411 historii, z których jednak wiele się powtarza. Historie te dotyczą m.in. opowieści o podróżach do dalekich krajów, np. do kraju obfitości Krzczelowa. Wiele z babińskich anegdot zostało zaczerpniętych z twórczości ludowej lub z autorów zagranicznych (m.in. z Boccacia lub Rabelais'go).
Z Rzecząpospolitą Babińską związani byli m.in. Jan Kochanowski (a także jego brat Andrzej Kochanowski i zięć, Filip Owadowski), Mikołaj Rej, Andrzej Trzecieski, Mikołaj Sęp Szarzyński, Walerian Otwinowski, Jan Andrzej Morsztyn, Stanisław Sarnicki i Bartłomiej z Wrześni.